# Uzo Aduba

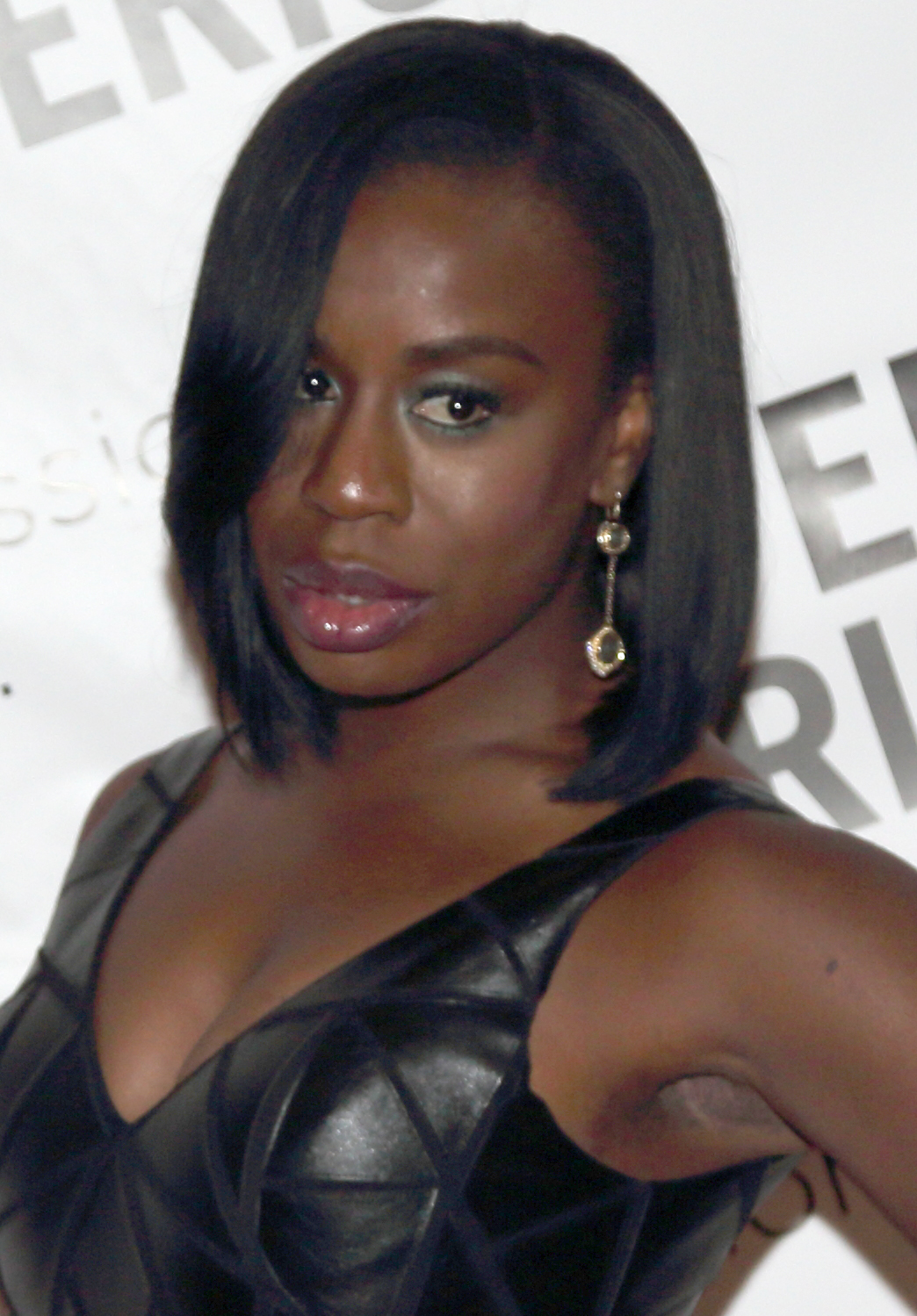
Uzo Aduba (2014)

Uzoamaka „Uzo“ Aduba (* 10. Februar 1981 in Boston, Massachusetts) ist eine US-amerikanische Schauspielerin. Ihre bekannteste Rolle spielte sie von 2013 bis 2019 in der Fernsehserie Orange Is the New Black, wofür sie unter anderem zwei Emmy Awards und fünf Screen Actors Guild Awards gewinnen konnte, dazu bekam sie zwei Golden-Globe-Nominierungen.

## Leben
Uzo Aduba wirkte zu Anfang ihrer Karriere bei mehreren Produktionen am Broadway mit. Des Weiteren ist sie für ihre Darstellung in Translations of Xhosa des John F. Kennedy Center for the Performing Arts aus dem Jahre 2003 bekannt. Ihre Karriere als Schauspielerin im Fernsehen begann sie 2012 mit einem Auftritt in der Fernsehserie Blue Bloods – Crime Scene New York. 2013 folgte der Kurzfilm Sing Alone. Größere Bekanntheit erlangte sie jedoch erst durch die Rolle der Gefängnisinsassin Suzanne „Crazy Eyes“ Warren in der von Netflix produzierten Serie Orange Is the New Black. Nachdem sie in der ersten Staffel zur Nebenbesetzung gehört hatte, wurde ihre Nebenrolle für die weiteren Staffeln zu einer Hauptrolle ausgebaut. Für ihre Verkörperung dieser Rolle bekam Aduba unter anderem 2014 den Emmy Award als beste Gastdarstellerin in einer Comedyserie und 2015 den Screen Actors Guild Award als beste Darstellerin in einer Comedyserie verliehen.
Aduba besuchte die Boston University College of Fine Arts.

## Filmografie (Auswahl)
- 2012: Blue Bloods – Crime Scene New York (Blue Bloods, Fernsehserie, Folge 3x07)
- 2013: Sing Alone (Kurzfilm)
- 2013–2019: Orange Is the New Black (Fernsehserie)
- 2015: Pearly Gates
- 2015: Alvin und die Chipmunks: Road Chip (Alvin and the Chipmunks: The Road Chip)
- 2015: The Wiz Live! (Fernsehfilm)
- 2016: Amerikanisches Idyll (American Pastoral)
- 2016: Tallulah
- 2016: Showing Roots
- 2016–2019: Steven Universe (Fernsehserie, 5 Folgen, Stimme)
- 2017: My Little Pony – Der Film (My Little Pony: The Movie)
- 2018: Candy Jar
- 2018: We Are Boats
- 2018–2019: 3 von oben (3Below, Fernsehserie, 11 Folgen, Stimme)
- 2018–2019: Miraculous – Geschichten von Ladybug und Cat Noir (Miraculous: Tales of Ladybug & Cat Noir, Fernsehserie, 4 Folgen, Stimme)
- 2019: Beats
- 2019: Miss Virginia
- 2020: Mrs. America (Miniserie)
- 2020: Really Love
- 2021: Solos (Fernsehserie, Folge 1x04)
- 2021: In Treatment (Fernsehserie)
- 2021: National Champions
- 2022: Lightyear (Stimme)
- 2023: Painkiller (Miniserie)
- 2024: Greedy People
- 2025: The Residence (Fernsehserie, 8 Folgen)

## Theater
- 2006: The Seven
- 2007: Coram Boy
- 2008: The Seven
- 2009: The Eclipsed
- 2009: A Civil war Christmas
- 2011: Godspell
- 2013: Venice
- 2016: Die Zofen
- 2021: Clyde’s

## Auszeichnungen und Nominierungen
Critics’ Choice Television Award
- 2014: Auszeichnung in der Kategorie Beste Gastrolle in einer Comedyserie für Orange Is the New Black

Emmy
- 2014: Auszeichnung in der Kategorie Beste Gastdarstellerin in einer Comedyserie für Orange Is the New Black
- 2015: Auszeichnung in der Kategorie Beste Nebendarstellerin einer Dramaserie für Orange Is the New Black
- 2017: Nominierung in der Kategorie Beste Nebendarstellerin in einer Dramaserie für Orange Is the New Black

Golden Globe Award
- 2015: Nominierung in der Kategorie Beste Nebendarstellerin – Serie, Mini-Serie oder TV-Film für ihre Rolle in Orange Is the New Black
- 2016: Nominierung in der Kategorie Beste Nebendarstellerin – Serie, Mini-Serie oder TV-Film für ihre Rolle in Orange Is the New Black

Satellite Award
- 2013: Nominierung in der Kategorie Beste Nebendarstellerin in einer Serie, Miniserie oder einem Fernsehfilm für Orange Is the New Black

Screen Actors Guild Award
- 2015: Auszeichnung in der Kategorie Beste Darstellerin in einer Comedyserie für ihre Rolle in Orange Is the New Black
- 2015: Auszeichnung in der Kategorie Bestes Schauspielensemble in einer Comedyserie für Orange Is the New Black
- 2016: Auszeichnung in der Kategorie Beste Darstellerin in einer Comedyserie für ihre Rolle in Orange Is the New Black
- 2016: Auszeichnung in der Kategorie Bestes Schauspielensemble in einer Comedyserie für Orange Is the New Black
- 2017: Nominierung in der Kategorie Beste Darstellerin in einer Comedyserie für ihre Rolle in Orange Is the New Black
- 2017: Auszeichnung in der Kategorie Bestes Schauspielensemble in einer Comedyserie für Orange Is the New Black
- 2018: Nominierung in der Kategorie Beste Darstellerin in einer Comedyserie für ihre Rolle in Orange Is the New Black
- 2018: Nominierung in der Kategorie Bestes Schauspielensemble in einer Comedyserie für Orange Is the New Black